# IC 837
IC 837 ist eine elliptische Radiogalaxie vom Hubble-Typ E/S0 im Sternbild Coma Berenices am Nordsternhimmel. Sie ist schätzungsweise 324 Millionen Lichtjahre von der Milchstraße entfernt und hat einen Durchmesser von etwa 90.000 Lichtjahren. 

Im selben Himmelsareal befinden sich u. a. die Galaxien NGC 4821, NGC 4859, IC 834, IC 835.
Das Objekt wurde am 24. Februar 1892 vom österreichischen Astronomen Rudolf Spitaler entdeckt.